# Fernando José Penteado
Fernando José Penteado (ur. 7 lipca 1934 w São Paulo) – brazylijski duchowny katolicki, biskup Jacarezinho w latach 2000-2010.

## Życiorys
Święcenia kapłańskie przyjął 8 grudnia 1960. Był m.in. profesorem
w seminarium São Roque i wikariuszem biskupim w regionie Santo Amaro.

### Episkopat
2 kwietnia 1979 został mianowany przez papieża Jana Pawła II biskupem pomocniczym archidiecezji São Paulo ze stolicą tytularną Turres Ammeniae. Sakrę biskupią otrzymał z rąk samego papieża 27 maja 1979 w bazylice św. Piotra w Rzymie.
5 lipca 2000 został biskupem diecezjalnym Jacarezinho. Diecezję objął 16 września tegoż roku.
23 czerwca 2010 przeszedł na emeryturę.